# 破廉恥學園
《破廉恥學園》是永井豪創作的日本漫画作品，于1968年11号到1972年41号在『週刊少年ジャンプ』（集英社）連載，後改编成电视剧与电影。故事背景是一所行事風格荒誕無恥的校園，教師執教時時常揮舞著狼牙棒、武士刀，或對女學生性騷擾，而學生也會以各種方式惡整老師。因作品內容涉及情色，且在初年《週刊少年Jump》連載，當時的日本社會引起諸多爭議，永井豪也一度遭到PTA(家長教師聯會－Parents Teacher Association)的批判；另一方面，不少擁躉為作品辯護。PTA甚至尋求禁絕，導致週刊當時於部份地區為禁賣品。本作情色原素未曾見於以往日本漫畫，屬於破格，在1970至71年間就已經改編成共27集電視動畫及4部真人版電影。

## 主要登場人物
括号内为本名
親分（山岸八十八）
十兵衛（柳生みつ子）
イキドマリ（袋小路）
ヒゲゴジラ（吉永さゆり）
丸ゴシ（荒木又五郎）

## 單行本
- ジャンプコミックス 全13巻（集英社、1969年）
- 集英社漫画文庫 全12巻（集英社、1976年）
- KCスペシャル 全7巻（講談社、1988年）
- 徳間コミック文庫 全7巻（徳間書店、1995年）
- 劇画キングシリーズ 全6巻（小池書院、2007年）

## 改編作品

### 小説
比钴文库全3巻小說，1983年到1984年发行，封面画和插图皆为永井豪描画。

### 电影
- 青春喜剧 破廉耻学园/青春喜劇 ハレンチ学園（1970年・日活）
- 破廉耻学园 身体检查之章/ハレンチ学園 身体検査の巻（1970年・ダイニチ映配）
- 破廉耻学园 抢截kiss之章/ハレンチ学園 タックルキッスの巻（1970年・ダイニチ映配）
- 新・破廉耻学园/新・ハレンチ学園（1971年・ダイニチ映配）